# تییرنا دیویدسون
تییرنا لیلیس دیویدسون (به انگلیسی: Tierna Lillis Davidson) (زادهٔ ۱۹ سپتامبر ۱۹۹۸ میلادی) یک بازیکن زن فوتبال اهل کشور ایالات متحده آمریکا است. او در پست مدافع برای باشگاه شیکاگو رد استارز و تیم ملی فوتبال زنان ایالات متحده آمریکا بازی می‌کند.دیویدسون پس از سه سال بازی برای تیم فوتبال زنان استنفورد کاردینال به تیم شیکاگو رد استارز پیوست.

## ابتدای زندگی
تییرنا دیویدسون پیش از آنکه به فوتبال روی بیاورد علاقه داشت تا فضانورد شود.

### دانشگاه استنفورد، ۲۰۱۸–۲۰۱۶
دیویدسون در سالهای اول دانشجویی و در سال ۲۰۱۶ تمام ۲۱ بازی را برای تیم این دانشگاه انجام داد. در سال ۲۰۱۷ به عنوان بهترین مدافع سال بازی‌های دانشجویی انتخاب شد.

## زندگی شخصی
او به‌طور عمومی اعلام داشته‌است که یک لزبین است.

## افتخارات

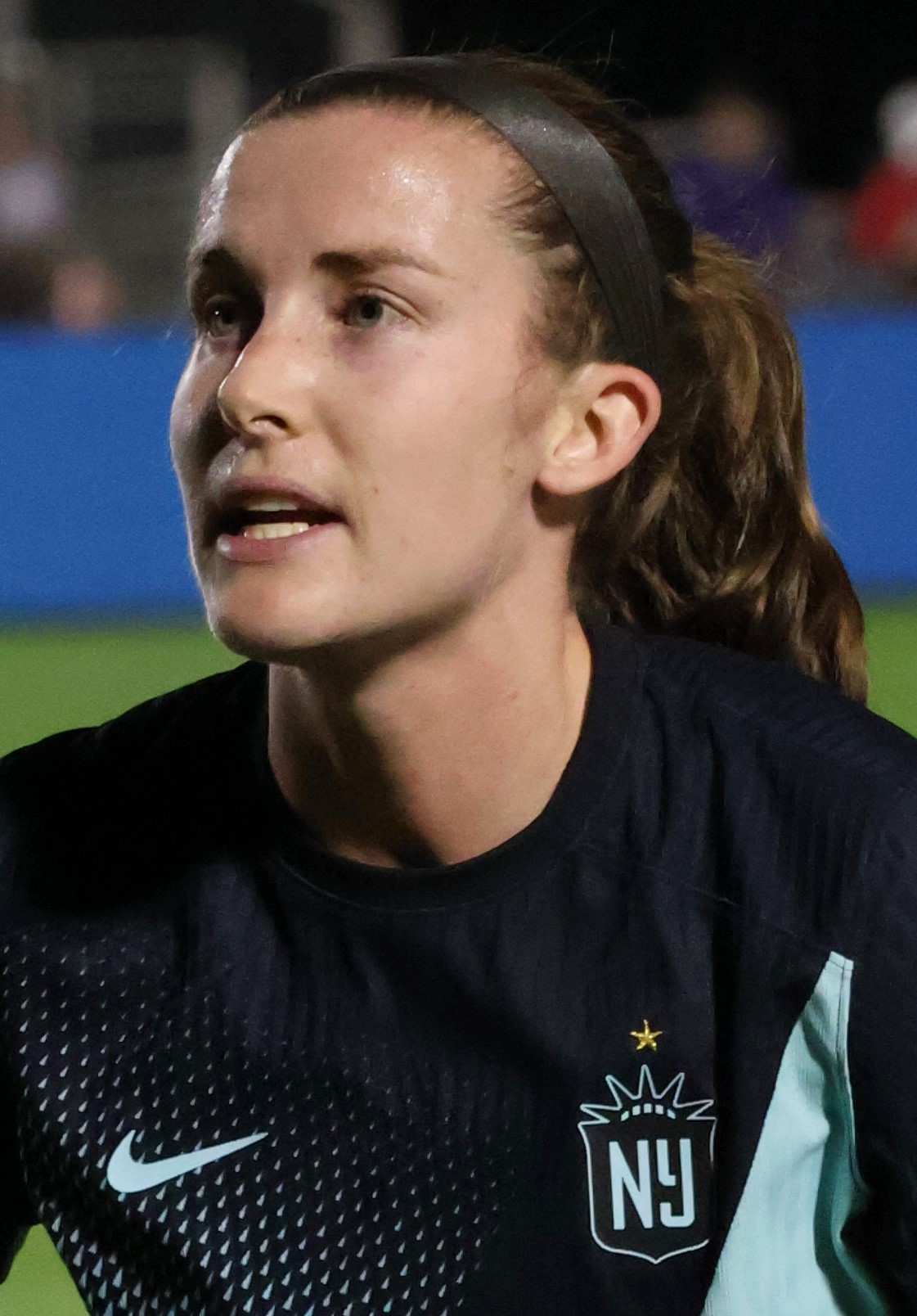
دیویدسون در سال ۲۰۲۴

تیم ملی فوتبال زنان ایالات متحده آمریکا
- جام شی‌بیلیوز: 2018[۴]
- مسابقات ملتها: ۲۰۱۸
- بازیکن جوان سال آمریکا: ۲۰۱۸
- جام جهانی فوتبال زنان: ۲۰۱۹

استنفورد
- جام قهرمانی فوتبال دانشگاهی:۲۰۱۷